# Arvanitique
 (juin 2020).
Le contenu est difficilement compréhensible vu les erreurs de traduction, qui sont peut-être dues à l'utilisation d'un logiciel de traduction automatique.
L’arvanitique (en arvanitique arbërisht ou αρbε̰ρίσ̈τ, en grec αρβανίτικα, arvanítika), est la variété de l'albanais traditionnellement parlée par les Arvanites, albanophones chrétiens vivant en Grèce. L'arvanitique est en danger au XXIe siècle, car ses locuteurs passent au grec et la plupart des jeunes de la communauté ne le parlent plus.

## Nom
Les noms arvanítika et arvanitique, ainsi que leurs équivalent autochtone arbërisht sont dérivés de l'ethnonyme Arvanites, qui vient du toponyme Arbëna (Άρβανα en grec) désignant l'actuelle l'Albanie au Moyen Âge. Ses équivalents autochtones (Arbërorë, Arbëreshë et autres) étaient l’auto-désignation des Albanais en général. Dans le passé, l’arvanatique était parfois décrit comme du « gréco-albanais » mais aujourd'hui la plupart des Arvanites s'identifient comme Grecs et non comme Albanais.

## Classification

L'arvanitique dans l'évolution de l'albanais.

Répartition géographique des dialectes albanais.

L’arvanitique est parlé par des albanophones venus dans le Sud de la Grèce depuis ce qui correspond aujourd'hui à l’Albanie, à l’époque où l’Empire ottoman procédait à l’islamisation de cette région. L'arvanitique est étroitement lié à l’arberèche, le dialecte de l’albanais en Italie, qui a aussi accueilli de nombreux albanophones chrétiens, certains venus de Grèce. L’arberèche italien conserve des mots empruntés au grec – par exemple haristis (merci) est emprunté à ευχαριστώ ; dhrom (route), à δρόμος ; Ne (oui), à ναι, dans certains villages. L'italo-arberèche et le greco-arvanitique ont une base lexicale mutuellement intelligible. Les éléments inintelligibles des deux dialectes proviennent de l’utilisation moderne de l’italien ou du grec, faute de lexique en albanais.
Alors que l’érudition linguistique décrit à l’unanimité l’arvanitique comme un dialecte albanais, de nombreux Arvanites seraient réticents à l’utilisation du nom « albanais » pour le désigner. En effet, il a une connotation de nationalité albanaise, aujourd’hui très majoritairement musulmane, qui remet en question leur identité chrétienne et grecque ou italienne.
La sociolinguistique décrit l’arvanitique dans le cadre conceptuel des Ausbausprachen et des Abstandssprachen. En termes d’Abstand (différence objective des systèmes linguistiques), l’appréciation des linguistes du degré d’intelligibilité mutuelle entre l’arvanitique et le tosque standard varie de relativement élevée à seulement partielle. L’intelligibilité mutuelle entre le tosque standard et l’arvanitique est plus élevée que celle entre les deux principaux groupes de dialectes en albanais, le tosque et le guègue.
En terme d’Ausbau (« langue par élaboration », variante d’une langue érigée en langue distincte), l’indicateur le plus fort de l’autonomie est l’existence d’un système d'écriture distinct, l’alphabet arvanitique grec. Un système très similaire était autrefois utilisé par d’autres locuteurs de l’albanais tosque entre le XVIe et le XVIIIe siècle,. Cependant, ce système d’écriture se pratique rarement aujourd’hui, car l’arvanitique est presque exclusivement une langue confinée à la sphère privée. L’utilisation de l’alphabet latin pour écrire l’arvanitique est un objet de désaccord parmi les Arvanites (comme pour les Aroumains). L’arvanitique parlé est divisé en sous-dialectes, et ne connait aucune normalisation pour un arvanitique standard, qu’il soit oral ou écrit. Les Arvanites n’utilisent pas l’albanais standard, car ils n’en connaissent généralement pas l’orthographe issue du latin, et n’utilisent pas les médias dans cette langue. En ce sens, l’albanais standard n’est pas une dachsprache ("langue-toit") de l’arvanitique, comme le sont généralement les dialectes d’une langue nationale dans un même pays.

## Distribution géographique

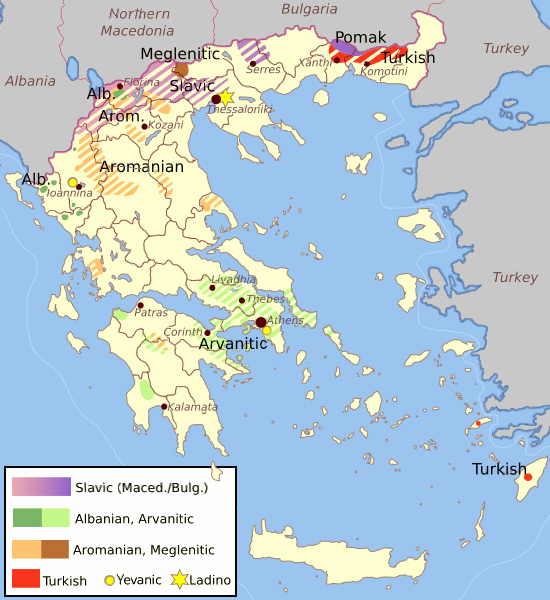
Régions de Grèce où est parlée une autre langue que le grec. Les hachures vert clair représentent les zones où l’arvanitique était / est parlé.

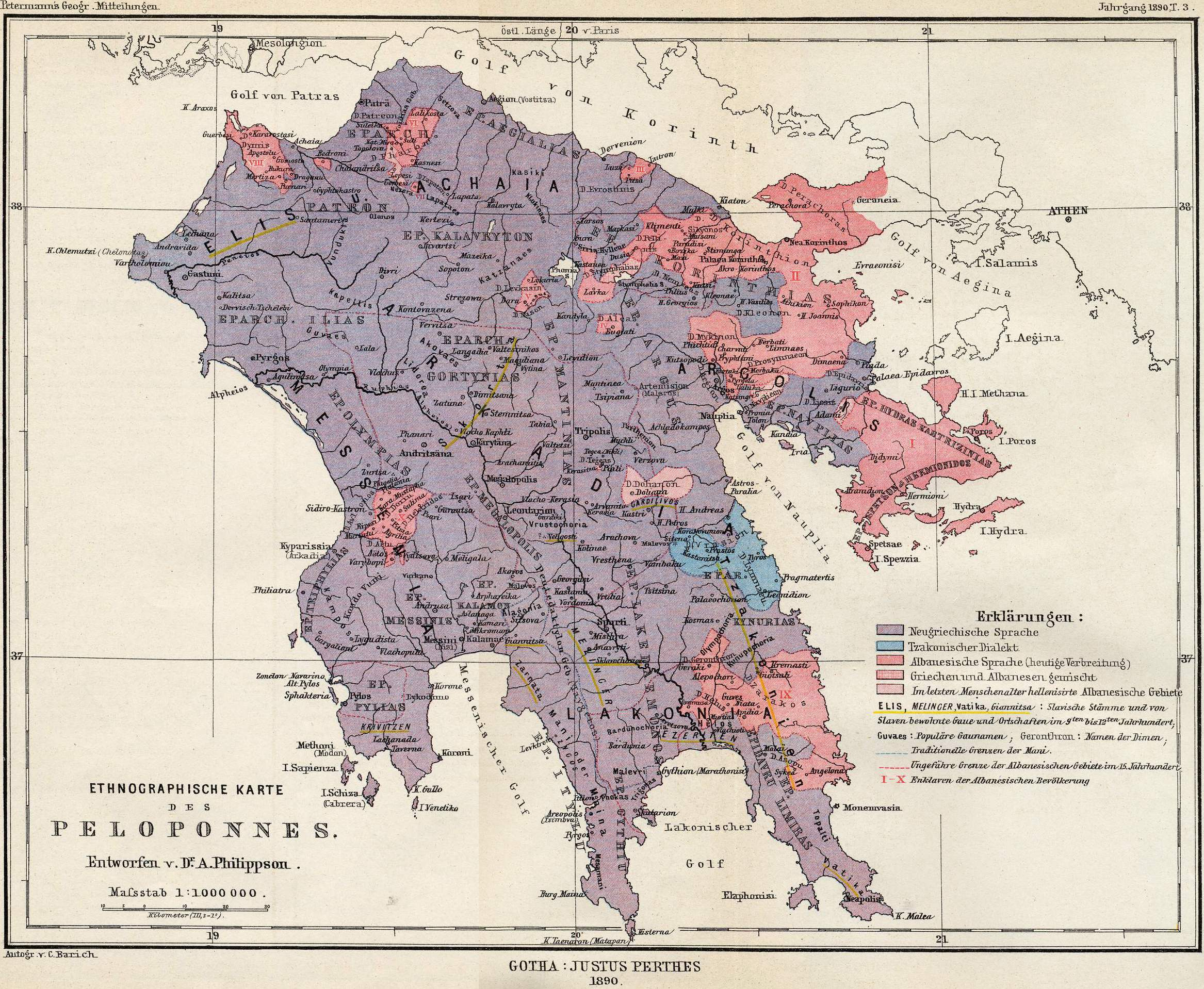
Carte ethnique du Péloponnèse du XIXe siècle. Zones de langue arvanitique en rouge.

Il existe trois principaux groupes de colonies arvanites en Grèce. La plupart des Arvanites vivent dans le sud de la Grèce, en Attique, en Béotie, dans le Péloponnèse et dans certaines régions et îles voisines. Un deuxième groupe, plus restreint, vit dans le nord-ouest de la Grèce, dans une zone contiguë aux terres albanophones proprement dites. Un troisième groupe se trouve dans le nord-est de la Grèce, dans quelques villages de Thrace.
Selon certains auteurs, le terme « arvanitika » au sens propre ne s’applique qu’au groupe sud,, c’est-à-dire aux dialectes séparés du noyau albanais depuis plusieurs siècles. Les dialectes du nord-ouest seraient plus proches des dialectes tosques voisins d’Albanie et du parler des anciens Albanais musulmans (Çamërishte), qui vivaient dans la même région. Ces dialectes sont classés par Ethnologue comme faisant partie du noyau tosque, par opposition à l’albanais arvanitique, bien qu’Ethnologue note que le terme « Arvanitique » est souvent appliqué indifféremment aux deux formes en Grèce. Dans leur langue, certains groupes du nord-ouest utiliseraient le terme Shqip (langue albanaise) pour faire référence à l'arvanitique, ainsi qu'à la langue des ressortissants albanais, ce qui confirme encore une fois qu’ils sont Albanais assimilés avec le temps. L’arvanitique du sud de la Grèce est richement subdivisé en dialectes locaux. Sasse (1991) distingue jusqu’à onze groupes de dialectes dans cette zone : attique de l’ouest, attique du sud-est, attique du nord-est-béotien, béotien de l’ouest, béotien central, nord-péloponnésiaque, sud-péloponnésiaque, ouest-péloponnésiaque, eubéen et andriote.
Le nombre estimé de locuteurs d’arvanitique varie entre 30 000 et 150 000. Ces chiffres incluent les « locuteurs terminaux » (Tsitsipis 1998) de la jeune génération, qui n’ont acquis qu’une maîtrise imparfaite de la langue et sont peu susceptibles de la transmettre aux générations futures. Le nombre de villages ayant des habitants Arvanites est estimé à plus de 500. Le monolinguisme en cette langue n’existe pas, car tous sont aujourd’hui bilingues en grec. L’arvanitique est considérée comme une langue en voie de disparition en raison d’un remplacement par le grec parmi les descendants des locuteurs de l’arvanitique au cours des dernières décennies.

## Caractéristiques
L'arvanitique et le dialecte tosque parlé dans le sud de l'Albanie ont de nombreux traits communs. Cependant, l'arvanitique est influencé par le grec, pour son lexique et son système phonologique. Il aurait conservé certaines règles qui ont évolué en tosque. Par exemple, il conserve certaines suites de consonnes sur la première syllabe qui ont sont simplifiées en albanais standard (par exemple, l'Arvanitique gljuhë [ˈɡljuhə] (« langue »-signifiant à la fois le langage et l'organe), vs. Gjuhë en albanais standard [ˈɟuhə]) .
Des linguistes ont observé des signes de convergence structurelle accélérée vers le grec et de simplification structurelle de la langue, interprétés comme des signes d’« attrition linguistique », c'est-à-dire des effets d'appauvrissement conduisant à la mort de la langue.

## Système d'écriture

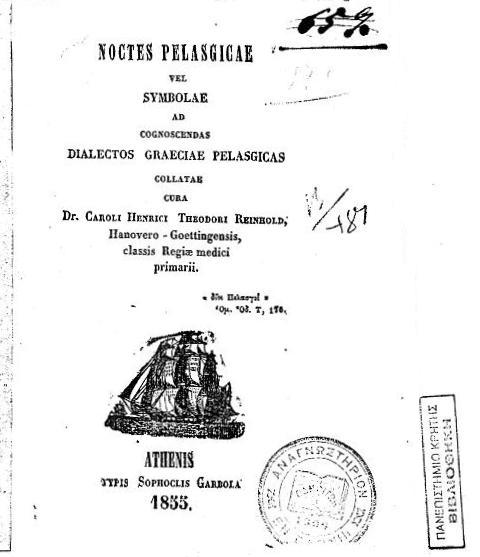
Noctes Pelasgicae, une collection de chansons folkloriques, de proverbes et de matériel lexical à Arbërishte, publiée par Karl Th. H. Reinhold

L'arvanitique s'écrit peu. Selon GHM 1995, il s'écrit à la fois dans l'alphabet grec (souvent avec l'ajout des lettres b, d, e et j, ou des signes diacritiques  ) et l'alphabet latin. Les Albanais tosques orthodoxes écrivaient également avec une forme similaire de l'alphabet grec (par exemple  ) .

## Exemples

### Grammaire
Source: Arvanitikos Syndesmos Ellados

#### Pronoms
|        | Pronom personnel | Pronom personnel | Pronoms possessifs | Pronoms possessifs |
| 1Sg.   | û                | je               | ími                | mien               |
| 2Sg.   | ti               | tu               | íti                | le tien            |
| 3Sg.m. | ái               | il               | atía               | le sien            |
| 3Sg.f. | ajó              | elle             | asája              | la sienne          |
| 1Pl.   | ne               | nous             | íni                | les notres         |
| 2Pl.   | ju               | vous             | júai               | le vôtre           |
| 3Pl.m. | à                | ils              | atíre              | les leurs(m. )     |
| 3Pl.f. | ató              | elles            | atíre              | les leurs (f. )    |

#### Conjugaison
|      | Le verbe avoir | Le verbe avoir | Le verbe avoir       | Le verbe avoir     | Le verbe être | Le verbe être | Le verbe être        | Le verbe être      |
|      | Présent        | Imparfait      | Subjonctif imparfait | Subjonctif parfait | Présent       | Imparfait     | Subjonctif Imparfait | Subjonctif parfait |
| 1Sg. | kam            | keshë          | të kem               | të keshë           | jam           | jeshë         | të jem               | të jeshë           |
| 2Sg. | ke             | keshe          | të kesh              | të keshe           | je            | jeshe         | të jesh              | të jëshe           |
| 3Sg. | ka             | kish           | të ket               | të kish            | ishtë, është  | ish           | të jet               | të ish             |
| 1Pl. | kemi           | keshëm         | të kemi              | te keshëm          | jemi          | jeshëm        | të jeshëm            | të jeshëm          |
| 2Pl. | kine           | keshëtë        | të kini              | te keshëtë         | jini          | jeshëtë       | të jeshëtë           | të jeshëtë         |
| 3Pl, | kanë           | kishnë         | të kenë              | të kishnë          | janë          | ishnë         | të jenë              | të ishnë           |

#### Comparaison avec d'autres formes de l'albanais
Notre Père (Áti ýnë / Άτι ύνε̱) en arvanitique, comparé au tosque standard (en rouge), au guègue (en vert) et à l'arberèche (en bleu) :
| Áti ýnë që jé ndë qiéjet      |
| Ãτι ύνε̱ κ̇ε̱ ϳέ νdε̱ κ̇ιέϳετ      |
| Ati ynë që je në qiell        |
| Ati ynë që je në qiell        |
| Tata ghine cë jee në chiex    |
| Notre Père, qui es aux cieux, |

| ushënjtëróft' émëri ýt      |
| ȣσ̈ε̱ν̇τε̱ρόφτ' έμε̱ρι ύτ        |
| u shenjtëroftë emri yt      |
| shënjtnue kjoftë emni yt    |
| schetruarë clost embri ghit |
| que ton nom soit sanctifié, |

| árthtë mbëretëría jóte                |
| άρθτε̱ μbε̱ρετε̱ρία ϳότε                 |
| arthtë mbretëria jote                 |
| ardhtë m(b)retënia jote               |
| jar reghria jòte (jar mbretëria jòte) |
| que ton règne vienne,                 |

| ubëftë dashurími ýt                          |
| ȣbε̱φτε̱ dασ̈ȣρίμι ύτ                           |
| u bëftë dashurimi yt (u bëftë vullnesa jote) |
| u baftë dashnimi yt (u baftë vullneti yt)    |
| bûrë clost vulema jùte                       |
| que ta volonté soit faite                    |

| si ndë qiél, edhé mbë dhét                                |
| σι νdε̱ κ̇ιέl, εδέ μbε̱ δέτ                                  |
| si në qiell, edhe mbi dhe (si në qiell, ashtu në tokë)    |
| si në qiell, edhe m(b)y dheu (si në qiell, ashtu në tokë) |
| si në chiext, astu në dee                                 |
| sur la terre comme au ciel                                |

| búkënë tónë të përdítëshimen' |
| bȣ́κε̱νε̱ τόνε̱ τε̱ πε̱ρdίτε̱σ̈ιμεν'  |
| bukën tonë të përditëshme     |
| bukën tonë të përditshmen     |
| bucnë tënë tëdiscmen          |
| notre pain du jour            |

| ép-na néve sót         |
| έπ-να νέβε σότ         |
| na e jep sot           |
| epna neve sod          |
| emna sòt               |
| donne nous aujourd'hui |

| edhé fálj-na fájetë tóna   |
| εδέ φάλ̇-να φάϳετε̱ τόνα     |
| edhe na i fal fajet tona   |
| edhë falna fajët tona      |
| e ndiena meatëtë tona      |
| pardonne-nous nos offenses |

| sikúndrë edhé néve ua fáljmë       |
| σικȣ́νdρε̱ εδέ νέβε ȣα φάλ̇με̱         |
| sikundër edhe ne i falim           |
| sikur edhe na ua falim             |
| si (e) na ndicgnëmi                |
| comme nous pardonnons aussi à ceux |

| fajtórëvet tánë      |
| φαϳτόρε̱βετ τάνε̱      |
| fajtorët tanë        |
| fajtorëvet tanë      |
| armikete tënë        |
| qui nous ont offensé |

| edhé mos na shtiér ndë ngásie             |
| εδέ μοσ να σ̈τιέρ νdε̱ νγάσιε               |
| edhe mos na shtjerë në ngasje             |
| (edhe mos na ler të biem në tundim)       |
| e mos na shtinë në t'keq                  |
| etë mòj bieme ën pirasmô                  |
| Et ne nous laisse pas entrer en tentation |

| pó shpëtó-na nga i ljígu                         |
| πό σ̈πε̱τό-να νγα ι λ̇ίγȣ                           |
| por shpëtona nga i ligu (por na liro nga i keqi) |
| po largona prej të keqit                         |
| ma lirona caa ghiet eliga                        |
| mais délivre-nous du Mal                         |

| sepsé jótia është mbëretëría              |
| σεπσέ ϳότια ε̱σ̈τε̱ μbε̱ρετε̱ρία               |
| sepse jotja është mbretëria               |
| sepse e jotja âsht mretnia                |
| car c'est à Toi qu'appartiennent le Règne |

| e fuqía e ljavdía         |
| ε φȣκ̇ία ε λ̇αβdία          |
| e fuqia e lavdia          |
| e fuqia e lavdia          |
| la puissance et la gloire |

| ndë jétët të jétëvet. |
| νdε̱ ϳέτε̱τ τε̱ ϳέτε̱βετ. |
| në jetët të jetëvet.  |
| në jetët të jetëvet.  |
| éternelle             |

| Amín.         |
| Αμίν.         |
| Ashtu qoftë.  |
| Ashtu kjoftë. |
| Astu-clost.   |
| Amen.         |

### Phrases
| Flas shumë pak.                                   | Je parle très peu.                                   |
| Je mirë?                                          | Tu vas bien?                                         |
| Jam shumë mirë.                                   | Je vais très bien.                                   |
| Si jam? Shum mir.                                 | Comment je vais? Très bien merci.                    |
| Edhé un jam shum mir.                             | Je vais bien aussi.                                  |
| Si ishtë it at?                                   | Comment va votre père?                               |
| Edhé aj isht shum mir.                            | Il va bien.                                          |
| Thuai të faljtura.                                | Donnez-lui mes meilleures salutations.               |
| Gruaja jote si ishtë?                             | Et ta femme?                                         |
| Nani edhe ajo, ishtë mir, i shkoi sëmunda çë kej. | Maintenant elle aussi va bien, la maladie est finie. |